# Вайлдкет 12
Вайлдкет 12 (англ. Wildcat 12) — індіанська резервація в Канаді, у провінції Нова Шотландія, у межах графства Квінс.

## Населення
За даними перепису 2016 року, індіанська резервація нараховувала 29 осіб, показавши скорочення на 12,1%, порівняно з 2011-м роком. Середня густина населення становила 6,1 осіб/км².

## Клімат
Середня річна температура становить 6,7°C, середня максимальна – 22,9°C, а середня мінімальна – -10,8°C. Середня річна кількість опадів – 1 428 мм.
| Клімат поселення                              | Клімат поселення | Клімат поселення | Клімат поселення | Клімат поселення | Клімат поселення | Клімат поселення | Клімат поселення | Клімат поселення | Клімат поселення | Клімат поселення | Клімат поселення | Клімат поселення | Клімат поселення |
| Показник                                      | Січ.             | Лют.             | Бер.             | Квіт.            | Трав.            | Черв.            | Лип.             | Серп.            | Вер.             | Жовт.            | Лист.            | Груд.            |                  |
| Середній максимум, °C                         | 0,08             | 0,49             | 4,77             | 10,14            | 15,82            | 20,59            | 22,85            | 22,30            | 18,01            | 12,76            | 7,84             | 2,14             |                  |
| Середня температура, °C                       | −5,38            | −4,97            | −0,7             | 4,68             | 10,38            | 15,14            | 18,78            | 18,21            | 13,92            | 8,66             | 3,76             | −1,95            |                  |
| Середній мінімум, °C                          | −10,82           | −10,41           | −6,14            | −0,77            | 4,91             | 9,68             | 14,67            | 14,12            | 9,81             | 4,57             | −0,33            | −6,06            |                  |
| Норма опадів, мм                              | 141              | 117              | 134              | 122              | 106              | 102              | 95               | 90               | 99               | 115              | 158              | 149              |                  |
| Середньомісячна швидкість вітру, м/с          | 3.05             | 3.10             | 3.25             | 3.22             | 2.89             | 2.70             | 2.39             | 2.30             | 2.50             | 2.83             | 2.92             | 3.08             |                  |
| Середньомісячна сонячна радіація, кДж/м²·день | 5159             | 8167             | 12128            | 15177            | 18121            | 20444            | 20292            | 18005            | 13813            | 8954             | 5243             | 4072             |                  |
| --------------------------------------------- | ---------------- | ---------------- | ---------------- | ---------------- | ---------------- | ---------------- | ---------------- | ---------------- | ---------------- | ---------------- | ---------------- | ---------------- | ---------------- |
| Джерело:                                      |                  |                  |                  |                  |                  |                  |                  |                  |                  |                  |                  |                  |                  |